# Georg Strack

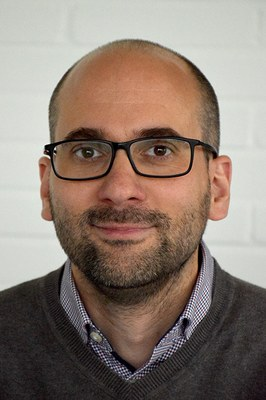
Georg Strack in Marburg, Oktober 2019

Georg Strack (* 1977 in Oberndorf, Österreich) ist ein österreichischer Historiker. Seit Oktober 2019 lehrt Strack als Professor für mittelalterliche Geschichte an der Philipps-Universität Marburg.

## Leben
Georg Strack studierte von 1999 bis 2004 Mittelalterliche Geschichte mit den Nebenfächern Neuere und Neueste Geschichte und germanistische Mediävistik an der Ludwig-Maximilians-Universität München (LMU). Er war von 2005 bis 2008 Promotionsstipendiat der Studienstiftung des deutschen Volkes. Er wurde 2008 mit einer von Claudia Märtl betreuten Arbeit über Thomas Pirckheimer promoviert. Von 2008 bis 2011 war er Koordinator der Nachwuchsforschergruppe „Kulturelle und religiöse Diversität in Mittelalter und Renaissance“. Von 2011 bis 2019 war Akademischer Rat und Oberrat am Historischen Seminar der LMU. Im Sommersemester 2013 war er Junior research fellow des Center for Advanced Studies der LMU und befasste sich mit der päpstlichen Kreuzzugspredigt im Mittelalter. Im Sommersemester 2014 hatte er mit einem Postdoktorandenstipendium des Deutschen Historischen Instituts in Rom einen Forschungsaufenthalt in Italien, im September war er Research Associate der Rikkyo-Universität in Tokio. 
Er habilitierte sich 2017 mit einer Arbeit über die Überlieferung und Deutung politischer Ansprachen der Päpste im Mittelalter. Darin untersuchte er erstmals die Perzeption und Imagination politischer Redekunst im Mittelalter anhand der Reden und Predigten von Päpsten. Strack organisierte das von 2011 bis 2018 von der DFG geförderte wissenschaftliches Netzwerk zu den Spielregeln der Konflikt- und Verhandlungsführung am Papsthof des Mittelalters. Im Sommersemester 2018 und im Wintersemester 2018/19 hatte er eine Vertretungsprofessur an der Julius-Maximilians-Universität Würzburg. Seit 1. Oktober 2019 lehrt er als Nachfolger von Andreas Meyer als Professor an der Philipps-Universität Marburg mit dem Schwerpunkt Geschichte des Hoch- und Spätmittelalters. Er ist Vorsitzender der Willibald-Pirckheimer-Gesellschaft zur Erforschung von Humanismus und Renaissance.

## Forschungsschwerpunkte
Seine Forschungsschwerpunkte sind die Geschichte des Papsttums und der Kreuzzüge, Kultur- und Sozialgeschichte des Hoch- und Spätmittelalters, Humanismus- und Rhetorikforschung, Urkundenforschung und digitale Geisteswissenschaften. Mit seiner Dissertation legte er eine Biographie des Nürnberger Frühhumanisten Thomas Pirckheimer vor. Mit seiner Dissertation lieferte Strack nicht nur eine umfassende Auswertung des weit verstreuten Archivmaterials und der Forschungsliteratur, sondern auch eine Erstedition einiger einschlägiger Schriften Pirckheimers (drei Reden sowie eine Reihe von Gesandtenbriefen und schriftlichen Ratschlägen). Er kam auf Grund von Archivfunden zu Pirckheimers Studium in Padua (1441/42), Perugia (1442–1443/44) und Pavia (1443/44–1447) zu völlig neuen Erkenntnissen. Die Arbeit analysiert nicht nur seine Sammelhandschrift (London, British Library, Codex Arundel), sondern auch seine Rednertätigkeit und sozialen und intellektuellen Netzwerke. Die Studie stieß in der Fachwelt auf eine außerordentlich positive Resonanz. Enno Bünz zählte Stracks Arbeit zu den bedeutenden Monographien anderer gelehrter Räte des 15. Jahrhunderts wie Gregor Heimburg (von Paul Joachimsen), Laurentius Blumenau (Hartmut Boockmann), Hertnid von Stein (Matthias Thumser), Job Vener (Hermann Heimpel) oder Ulrich Riederer (Christine Reinle). Nach Dieter J. Weiß legte Strack nicht nur eine „mustergültige Biographie“, sondern auch einen wichtigen Beitrag „zur Typologie der gelehrten Räte wie zur internationalen Humanismusforschung insgesamt“ vor.
Ein weiterer Schwerpunkt ist der Bereich der Historischen Hilfswissenschaften und die Arbeit mit Datenbanken. An seiner Professur ist das Lichtbildarchiv älterer Originalurkunden angegliedert. Anhand dieser Sammlung sollen die Methoden der digitalen Geisteswissenschaften erprobt werden. 
Mit Julia Knödler gab er einen Sammelband zur mittelalterlichen Rhetorik heraus. Der Sammelband geht auf eine am Münchener Zentrum für Mittelalter- und Renaissancestudien angesiedelte Nachwuchsforschergruppe „Kulturelle und religiöse Diversität in Mittelalter und Renaissance“ im Oktober 2009 organisierte Tagung zurück.
Strack untersuchte in seiner Habilitationsschrift die Überlieferung und Deutung politischer Ansprachen der Päpste im Mittelalter vom 11. bis zum 14. Jahrhundert. Dabei versteht er seine Studie als einen Beitrag zur Geschicht der Oratorik und im weiteren Sinne zu einer Kulturgeschichte des Politischen. Strack lieferte eine umfassende überlieferungsgeschichtliche Aufarbeitung der berühmten Kreuzzugsrede Urbans II. in Clermont aus dem Jahre 1095. Außerdem untersuchte er die Reden Innozenz IV. auf dem Konzil von Lyon (1245), Gregors X. in Lyon (1274) und Clemens V. in Vienne (1311/1312). Im Anhang seiner Arbeit (S. 297–310) hat Strack erstmals die Konzilspredigt Desiderio desideravi (Luc. 22,15) von Innozenz III. zur Eröffnung des Vierten Laterankonzils von 1215 kritisch ediert.

## Schriften
Monographien
- Solo sermone. Überlieferung und Deutung politischer Ansprachen der Päpste im Mittelalter (= Monumenta Germaniae Historica. Schriften. Bd. 79). Harrassowitz, Wiesbaden 2022, ISBN 978-3-447-11388-5.
- Thomas Pirckheimer (1418–1473). Gelehrter Rat und Frühhumanist (= Historische Studien. Bd. 496). Matthiesen, Husum 2010, ISBN 978-3-7868-1496-2.

Herausgeberschaften
- mit Jasmin Hauck, Humanismus, Jurisprudenz und Konfessionalisierung in Hessen, ca. 1500–1560 (Pirckheimer Jahrbuch für Renaissance- und Humanismusforschung. Bd. 34). Harassowitz, Wiesbaden 2025, ISBN 978-3-447-18423-6.
- mit Minoru Ozawa und Thomas W. Smith: Communicating Papal Authority in the Middle Ages. Routledge, London 2023, ISBN 978-1-03-242093-6.
- mit Jörg Schwarz: Kurie und Kodikologie. Festschrift für Claudia Märtl zum 65. Geburtstag. Thorbecke, Ostfildern 2021, ISBN 978-3-7995-1438-5.
- mit Jessika Nowak: Stilus – modus – usus. Regeln der Konflikt- und Verhandlungsführung am Papsthof des Mittelalters. Brepols, Turnhout 2019, ISBN 978-2-503-58507-9.
- mit Julia Knödler: Rhetorik in Mittelalter und Renaissance. Konzepte – Praxis – Diversität (= Münchner Beiträge zur Geschichtswissenschaft. Bd. 6). Utz, München 2011, ISBN 978-3-8316-0951-2